# Charaxes nesaea
Charaxes nesaea är en fjärilsart som beskrevs av Grose-smith 1889. Charaxes nesaea ingår i släktet Charaxes och familjen praktfjärilar. Inga underarter finns listade i Catalogue of Life.